# Chondrosum chasei
Chondrosum chasei är en gräsart som först beskrevs av Jason Richard Swallen, och fick sitt nu gällande namn av Clayton. Chondrosum chasei ingår i släktet Chondrosum och familjen gräs. Inga underarter finns listade i Catalogue of Life.